# فرید اصلانی
فرید اصلانی (زادهٔ ۱۳ تیر ۱۳۶۷) از بازیکنان حرفه‌ای بسکتبال و اهل ایران می‌باشد. او با قد ۱۸۳ در پست گارد راس بازی می‌کند و سابقه حضور در باشگاه‌های دانشگاه آزاد تهران، مهرام تهران، نفت آبادان، پتروشیمی بندر امام و ذوب آهن اصفهان را دارد.